# Бејлис (Илиноис)
Бејлис (енгл. Baylis) град је у америчкој савезној држави Илиноис.

## Демографија
По попису из 2010. године број становника је 205, што је 60 (-22,6%) становника мање него 2000. године.
| Група             | 2000.       | 2010.       |
| Белци             | 260 (98,1%) | 201 (98,0%) |
| Афроамериканци    | 0 (0,0%)    | 0 (0,0%)    |
| Азијати           | 1 (0,4%)    | 0 (0,0%)    |
| Хиспаноамериканци | 0 (0,0%)    | 4 (2,0%)    |
| Укупно            | 265         | 205         |